# Urs Martin Zahnd
Urs Martin Zahnd-Lässer (* 10. Mai 1945 in Bern; † 17. November 2014 ebenda) war ein Schweizer Historiker.
Urs Martin Zahnd besuchte das Lehrerseminar Hofwil und studierte von 1967 bis 1975 Geschichte und Germanistik an den Universitäten Bern und Wien. Im Jahre 1975 wurde er bei Erich Meuthen promoviert mit der Arbeit Die Verbreitung der Bildung in der politischen Führungsschicht der spätmittelalterlichen Stadt. Eine Untersuchung auf Grund der Verhältnisse in Bern, erlangte das Höhere Lehramt (Gymnasiallehrer) und unterrichtete bis 2007 am Freien Gymnasium Bern. Ab 1983 war er Lehrbeauftragter an der Universität Bern, die Habilitation erlangte er 1986 mit seinem Werk zu den autobiographischen Aufzeichnungen Ludwig von Diesbachs. Seit 1996 war er bis zu seiner Emeritierung 2011 Titularprofessor an der Universität Bern.
Seine Forschungsschwerpunkte lagen im Bereich Bildung und Schule, Territorialpolitik im nördlichen Alpenvorraum im 14./15. Jahrhundert, spätmittelalterliche Selbstzeugnisse und städtische Geschichtsschreibung im späten Mittelalter und in der frühen Neuzeit.
Urs Martin Zahnd begründete 1970 den Singkreis Wohlen, den er bis 1983 dirigierte und engagierte sich in der Evangelisch-reformierten Kirchgemeinde Bern-Bümpliz als Kirchgemeinderat im Bereich Gottesdienste, Musik und Kultur.

## Schriften (Auswahl)
- Heinrich IV. von Bubenberg und der Friedensschluss nach dem Alten Zürichkrieg. In: Berner Zeitschrift für Geschichte 74 (2012), S. 29–56.
- «Wir sind willens ein kronick beschriben ze lassen». Bernische Geschichtsschreibung im 16. und 17. Jahrhundert. In: Berner Zeitschrift für Geschichte und Heimatkunde 67/1 (2005), S. 37–61.
- Gesellschaftsbild und Gesellschaftskritik in Niklaus Manuels Berner Totentanz. In: Andrea von Hülsen-Esch u. a. (Hrsg.): Zum Sterben schön. Alter, Totentanz und Sterbekunst von 1500 bis heute, Regensburg 2006, S. 144–155.
- Von der Heiliglandfahrt zur Hofreise. Formen und Funktionen adeliger und patrizischer Bildungsreisen im spätmittelalterlichen Bern. In: Rainer Babel und Werner Paravicini (Hrsg.): Grand Tour. Adeliges Reisen und europäische Kultur vom 14. bis zum 18. Jahrhundert, Ostfildern 2005 (= Beihefte der Francia. Bd. 60), S. 73–88.
- Stadt und Territorium: bernische Bündnisse und Burgrechte und die Anfänge der städtischen Territorialpolitik. In:  Berner Zeitschrift für Geschichte und Heimatkunde 65 (2003), S. 102–103.
- als Herausgeber mit Klaus Arnold und Sabine Schmolinsky: Das dargestellte Ich. Studien zu Selbstzeugnissen des späteren Mittelalters und der frühen Neuzeit (= Selbstzeugnisse des Mittelalters und der beginnenden Neuzeit. Bd. 1). Winkler, Bochum 1999.
- Einige Bemerkungen zu spätmittelalterlichen Familienbüchern aus Nürnberg und Bern. In: Nürnberg und Bern. Zwei Reichsstädte und ihre Landgebiete, Erlangen 1990, S. 7–37.
- Das wirtschaftliche und soziale Umfeld Bendicht Tschachtlans. In: Tschachtlans Bilderchronik (Kommentarband), Luzern 1988, S. 13–25.
- Die autobiographischen Aufzeichnungen Ludwig von Diesbachs. Studien zur spätmittelalterlichen Selbstdarstellung im oberdeutschen und schweizerischen Raume. Berner Burgerbibliothek, Bern 1986.
- Die Berner Zunft zum Mittellöwen im Spätmittelalter (= Geschichte der Berner Zunft zu Mittellöwen. Bd. 1). Zunft zu Mittellöwen, Bern 1984.
- Die Bildungsverhältnisse in den bernischen Ratsgeschlechtern im ausgehenden Mittelalter. Verbreitung, Charakter und Funktion der Bildung in der politischen Führungsschicht einer spätmittelalterlichen Stadt, Bern 1979.